# Panamerikanische Spiele 2015/Leichtathletik – Hammerwurf der Frauen
Der Hammerwurf der Frauen bei den Panamerikanischen Spielen 2015 fand am 21. Juli im CIBC Pan Am und Parapan Am Athletics Stadium in Toronto statt.
Neun Hammerwerferinnen aus sechs Ländern nahmen an dem Wettbewerb teil. Die Goldmedaille gewann Rosa Rodríguez mit 71,61 m, Silber ging an Amber Campbell mit 71,22 m und die Bronzemedaille gewann Sultana Frizell mit 69,51 m.

## Rekorde
Vor dem Wettbewerb galten folgende Rekorde:
| Weltrekord        | Anita Włodarczyk | 79,58 m | Berlin (ISTAF), Deutschland                    | 31. August 2014  |
| Rekord der Spiele | Yipsi Moreno     | 75,62 m | Panamerikanische Spiele in Guadalajara, Mexiko | 24. Oktober 2011 |

## Ergebnis
21. Juli 2015, 19:35 Uhr
| Platz | Athletin          | Land               | 1. Versuch | 2. Versuch | 3. Versuch | 4. Versuch | 5. Versuch | 6. Versuch | Weite (m) |
| ----- | ----------------- | ------------------ | ---------- | ---------- | ---------- | ---------- | ---------- | ---------- | --------- |
|       | Rosa Rodríguez    | Venezuela          | 68,06      | 71,14      | 67,44      | 71,02      | 71,61      | x          | 71,61     |
|       | Amber Campbell    | Vereinigte Staaten | x          | 68,12      | 70,99      | x          | 71,22      | 71,12      | 71,22     |
|       | Sultana Frizell   | Kanada             | 68,90      | x          | 63,70      | x          | 69,51      | 68,82      | 69,51     |
| 4     | DeAnna Price      | Vereinigte Staaten | 66,17      | 67,78      | 67,00      | 66,71      | 65,55      | 68,84      | 68,84     |
| 5     | Yirisleydi Ford   | Kuba               | x          | x          | 65,21      | 65,73      | x          | x          | 65,73     |
| 6     | Ariannis Vichy    | Kuba               | 65,60      | 63,17      | x          | x          | x          | 63,24      | 65,60     |
| 7     | Jennifer Dahlgren | Argentinien        | x          | 63,06      | x          | 65,33      | x          | x          | 65,33     |
|       | Heather Steacy    | Kanada             | x          | x          | x          |            |            |            | NM        |
|       | Daina Levy        | Jamaika            | x          | x          | x          |            |            |            | NM        |